# Centris decolorata
Centris decolorata är en biart som beskrevs av Amédée Louis Michel Lepeletier 1841. Centris decolorata ingår i släktet Centris och familjen långtungebin. Inga underarter finns listade.

## Bildgalleri

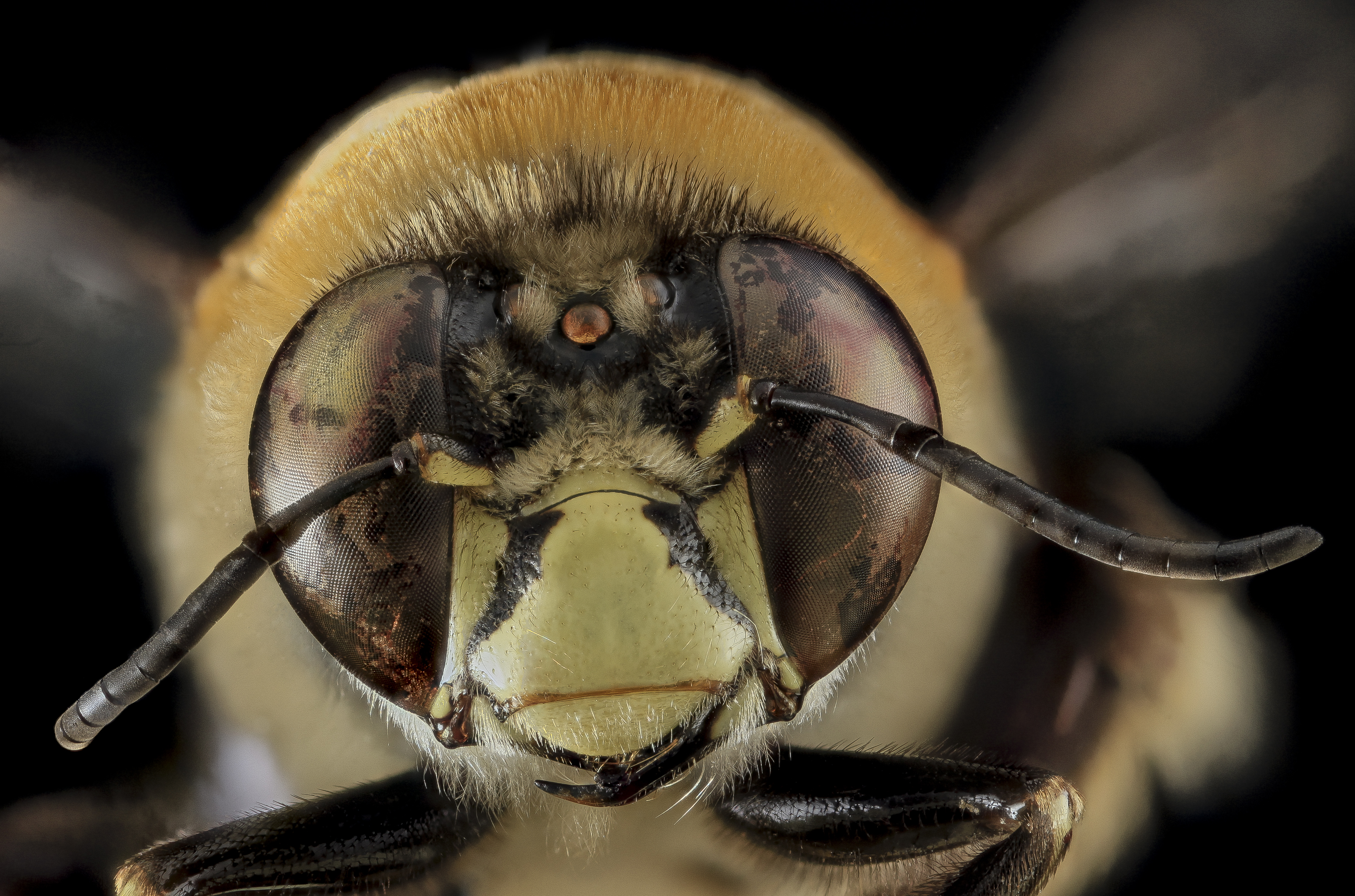
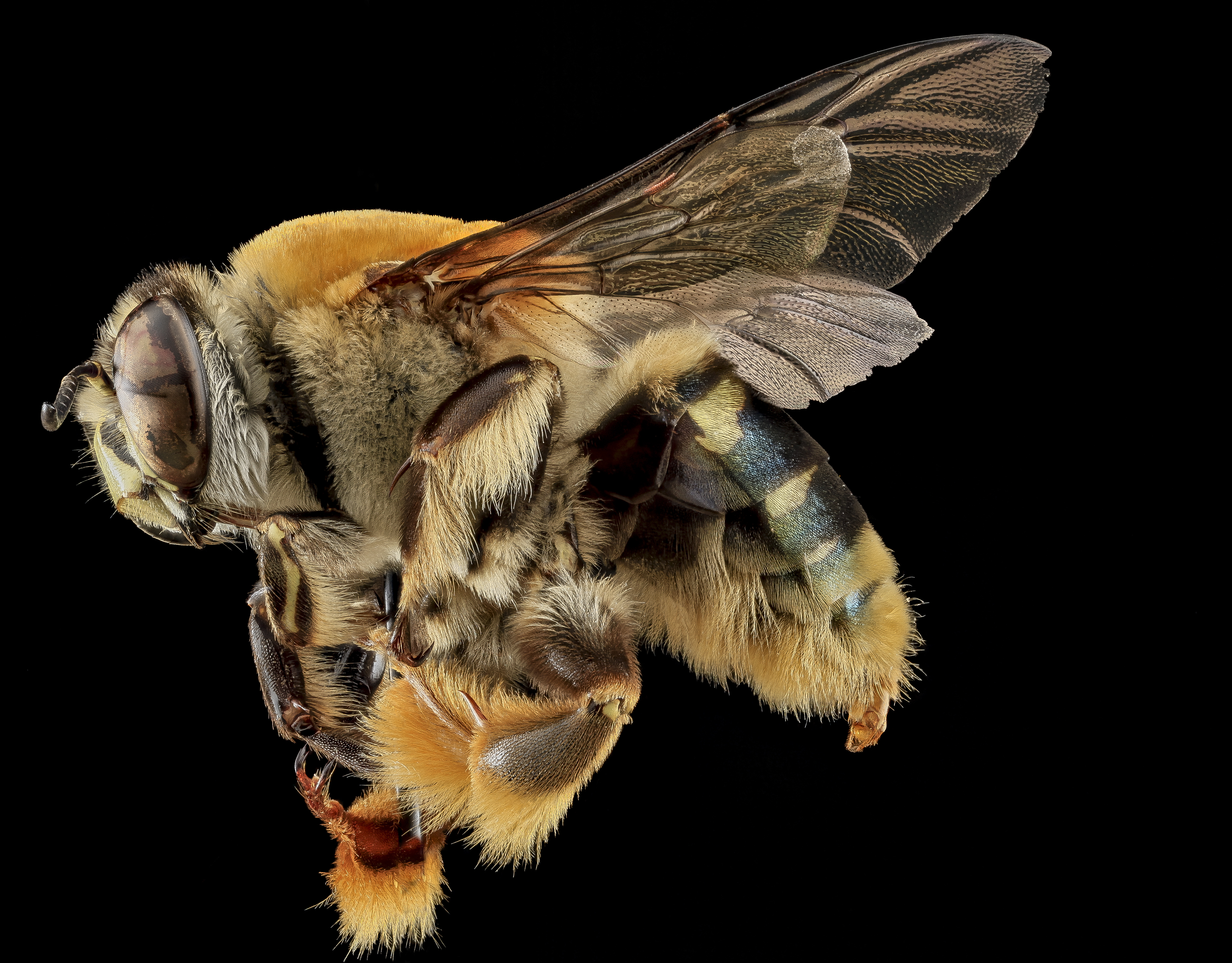